# 1739 в Україні

## Події
- Московська вояччина пограбувала Городенку
- кошовий отаман Війська Запорозького Кость Покотило
- 28 серпня Битва під Ставчанами

## Особи

### Народились
- Бантиш-Каменський Іван Миколайович (1739—1787) — український меценат, один із лідерів української еміграції у Москві кінця 18 століття.
- Горголі Сава Дементійович (1739—1791) — український медик, доктор медицини, член Санкт-Петербурзької державної медичної колегії.
- Каплан II Ґерай (1739—1771) — кримський хан у 1770—1771 р.р.

### Померли
- Скоропадський Павло Ілліч (? — 1739) — український військовий діяч; бунчуковий товарищ.
- Турковський Михайло Максимович (? — 1739) — Генеральний писар з 1728 по 1739 рр.

## Засновані, зведені
- Костел святого Михайла та монастир реформатів (Рава-Руська)
- Церква святих верховних апостолів Петра і Павла (Урмань)
- Церква святого Миколая (Турка)
- Веселий Кут (Таращанський район)
- Сухий Яр (Ставищенський район)
- Червона Слобода (Макарівський район)
- Шишківці (Кіцманський район)
- Шупики
- Церква Успіння Пресвятої Богородиці (Гвізд)